# Brdce, Vojnik
Brdce este o localitate din comuna Vojnik, Slovenia, cu o populație de 49 de locuitori.